# 湯沢横手道路
湯沢横手道路（ゆざわよこてどうろ）は、秋田県湯沢市の雄勝こまちインターチェンジ (IC) から秋田県横手市安田の一般国道13号婦気交差点までの延長29キロメートル (km) の高速道路（一般国道13号の自動車専用道路）および一般道路である。
高速道路ナンバリングによる路線番号は「E13」が自動車専用道路区間に割り振られている。

## 概要
- 当初国道13号のバイパスとして計画されたが、東北中央自動車道が国土開発幹線自動車道に組み込まれたことから、雄勝こまちIC - 横手ICの区間が高速自動車国道に並行する一般国道自動車専用道路として供用している。
- 2023年（令和5年）11月30日以降、自動車専用道路区間は「東北中央自動車道」として案内表示がされる事となった[2]。当初、実際に標識の表記が「東北中央道」に変更されるのは横堀道路開通以降としていたが[2]、2024年（令和6年）8月頃より標識の表記を変更する工事が始まった[3]。
- 2007年（平成19年）8月26日に須川IC - 雄勝こまちIC間が供用を開始したことにより、雄勝こまちICから婦気交差点まで全線が供用済みとなった。

### 雄勝こまちIC - 横手IC（大堤交差点）
- 雄勝こまちIC - 湯沢IC間は国土交通省が管理する無料区間、湯沢IC - 横手IC間は東日本高速道路（NEXCO東日本）が管理する有料区間として供用している。2010年（平成22年）6月28日から2011年（平成23年）6月19日まで、湯沢IC - 横手IC間において無料化社会実験を行っていた[4]。
- 暫定2車線で70 km/h規制区間である。
- キロポストは国道13号の福島が起点になっている。

### 大堤交差点 - 婦気交差点
- 国土交通省が管理する一般道路（国道13号）である[5]。往復4車線で両側に歩道があり、法定速度規制区間である。
- キロポストは大堤交差点が起点になっている。

## インターチェンジなど
- 全区間秋田県内に所在。
- IC番号欄の背景色が■（有料部）・■（一般部）である部分については道路が供用済みの区間を示している。また、施設名欄の背景色が■である部分は施設が供用されていない、または完成していないことを示す。未開通区間の名称は仮称。
- BS（バス停留所）のうち、○は運用中、◆は休止中の施設。無印はBSなし。
- (数字)は、他路線の番号。<数字>は、予定番号。
- 英略字は以下の項目を示す。
IC：インターチェンジ、JCT：ジャンクション、SA：サービスエリア、PA：パーキングエリア、TB：本線料金所、BS：バスストップ、CB：チェーンベース、TN：トンネル、BR：橋
- 上側が起点側、下側が終点側。左側が上り線側、右側が下り線側。
- 路線名の特記がないものは市道。

| IC番号                                 | 施設名                  | 接続路線名                                               | 接続路線名             | 福島から (km) | 大堤から (km) | BS | 備考       | 所在地 |
| -------------------------------------- | ----------------------- | -------------------------------------------------------- | ---------------------- | ------------- | ------------- | -- | ---------- | ------ |
| E13 横堀道路                           |                         |                                                          |                        |               |               |    |            |        |
| -                                      | 雄勝こまちIC            | 国道13号                                                 | 国道13号               | 182.6         |               |    |            | 湯沢市 |
| -                                      | 須川IC                  | 県道51号湯沢栗駒公園線                                   | 県道51号湯沢栗駒公園線 | 186.2         |               |    |            | 湯沢市 |
| -                                      | 三関IC                  | 国道13号                                                 | 国道13号               | 191.7         |               |    |            | 湯沢市 |
| -                                      | 救急車緊急退出路        | 雄勝中央病院に接続                                       | 雄勝中央病院に接続     | 193.6         |               |    | 下り線のみ | 湯沢市 |
| -                                      | 湯沢IC                  | 国道398号                                                | 国道398号              | 195.7         |               |    |            | 湯沢市 |
| -                                      | 十文字TB                | －                                                       | －                     | 203.1         |               |    |            | 横手市 |
| -                                      | 十文字IC                | 国道13号                                                 | 国道13号               | 203.5         |               |    |            | 横手市 |
| -                                      | 横手JCT                 | E46 秋田自動車道                                         | E46 秋田自動車道       | 209.3         |               |    |            | 横手市 |
| (3)                                    | 横手IC                  | 料金所・出入口                                           | 料金所・出入口         | 210.0         |               |    |            | 横手市 |
|                                        | 大堤                    |                                                          |                        | 210.3         | 0.0           |    |            | 横手市 |
|                                        | 中田 横手インター入口BS |                                                          |                        |               |               | ○  |            | 横手市 |
|                                        | 婦気                    | 国道107号・国道13号（横手バイパス） 北上・新庄・湯沢方面 | 国道107号 本荘方面     |               | 1.3           |    |            | 横手市 |
| 国道13号（横手バイパス）秋田・大曲方面 |                         |                                                          |                        |               |               |    |            |        |

### 有料区間
- 湯沢IC - 横手IC

#### 東日本大震災に伴う一部車両への無料化措置

##### 区間
- 湯沢IC - 横手IC

##### 時間
- 終日

### 無料区間

#### 自動車専用道路
- 雄勝こまちIC - 湯沢IC

#### 一般道路
- 大堤交差点（横手市） - 終点

### SA・PA
- 本路線内には、SA・PAともに設置されていない。

## 主なトンネルと橋梁
- 括弧内の数字は凡そ。
- 未開通区間の名称は仮称。
- 暫定2車線なのでトンネルは上下線で1本 。

| 区間                             | 数 | 数 | 名称             | 長さ (m) | 備考 |
| -------------------------------- | -- | -- | ---------------- | -------- | ---- |
| 区間                             | TN | BR | 名称             | 長さ (m) | 備考 |
| 雄勝こまちIC - 須川IC            | 0  | 3  | 寺田川橋         | 26.0     |      |
| 雄勝こまちIC - 須川IC            | 0  | 3  | 御返事川橋       | 18.8     |      |
| 雄勝こまちIC - 須川IC            | 0  | 3  | 高松川橋         | 140.0    |      |
| 須川IC                           | 0  | 1  | 湯沢栗駒公園線橋 | 24.0     |      |
| 須川IC - 三関IC                  | 0  | 4  | 麓沢川橋         | 18.7     |      |
| 須川IC - 三関IC                  | 0  | 4  | 立川橋           | 19.3     |      |
| 須川IC - 三関IC                  | 0  | 4  | 戸沢川橋         | 28.0     |      |
| 須川IC - 三関IC                  | 0  | 4  | 三関こ線橋       | 134.0    |      |
| 三関IC                           | 0  | 1  | 関口こ道橋       | 119.5    |      |
| 三関IC - 湯沢IC                  | 0  | 8  | 大門こ道橋       | 19.0     |      |
| 三関IC - 湯沢IC                  | 0  | 8  | 山田こ道橋       | 21.0     |      |
| 三関IC - 湯沢IC                  | 0  | 8  | 中野こ道橋       | 24.0     |      |
| 三関IC - 湯沢IC                  | 0  | 8  | 駅西こ道橋       | 33.0     |      |
| 三関IC - 湯沢IC                  | 0  | 8  | 清水こ道橋       | 31.0     |      |
| 三関IC - 湯沢IC                  | 0  | 8  | 両神3号こ道橋    | 17.0     |      |
| 三関IC - 湯沢IC                  | 0  | 8  | 元清水こ道橋     | 25.0     |      |
| 三関IC - 湯沢IC                  | 0  | 8  | 沖鶴こ道橋       | 24.0     |      |
| 湯沢IC                           | 0  | 1  | 湯沢I.C.橋       | 39.0     |      |
| 湯沢IC - （十文字TB） - 十文字IC | 0  | 4  | （橋）           | 55.0     |      |
| 湯沢IC - （十文字TB） - 十文字IC | 0  | 4  | （橋）           | 33.5     |      |
| 湯沢IC - （十文字TB） - 十文字IC | 0  | 4  | （橋）           | 33.3     |      |
| 湯沢IC - （十文字TB） - 十文字IC | 0  | 4  | 皆瀬川橋         | 320.5    |      |
| 十文字IC                         | 0  | 1  | 十文字I.C.橋     | 38.5     |      |
| 十文字IC - 横手JCT               | 0  | 1  | 御休橋           | 24.4     |      |
| 横手JCT - 横手IC                 | 0  | 0  | -                | -        |      |
| 合計                             | 0  | 24 |                  |          |      |

## 沿革
- 1984年（昭和59年）度：横手南バイパス8.6 kmの建設事業着手。
- 1985年（昭和60年）度：湯沢バイパス9.0 kmの建設事業着手。
- 1987年（昭和62年）9月：湯沢横手道路に事業名を変更。
- 1991年（平成3年）7月：横手IC以北供用開始。
- 1994年（平成6年）11月22日：十文字IC - 横手IC供用開始。
- 1997年（平成9年）6月26日：湯沢IC - 十文字IC供用開始。
- 2004年（平成16年）
  - 3月18日：湯沢料金所を廃止し十文字本線料金所に移設。
  - 7月28日：三関IC - 湯沢IC供用開始。
- 2006年（平成18年）8月5日：須川IC - 三関IC供用開始。
- 2007年（平成19年）8月26日：雄勝こまちIC - 須川IC供用開始により、全線開通。
- 2010年（平成22年）2月2日：有料区間が無料化社会実験の対象区間に指定される。
- 2011年（平成23年）
  - 6月19日：政府が同年年3月11日に発生した東日本大震災の復興費用確保のため、湯沢IC - 横手ICで行っていた無料化社会実験を終了。これに伴いこの区間の通行料金が再び有料となる。
  - 6月20日：東日本大震災の被災者支援、復興・復旧支援を目的に一部車両を対象に通行料金を無料とする措置を全線で開始[7]。
- 2023年（令和5年）11月30日：この日以降、自動車専用道路区間の案内表示上の名称を「東北中央自動車道（東北中央道）」に順次変更[2]。

## 道路管理者
- 国土交通省
  - 東北地方整備局湯沢河川国道事務所 : 雄勝こまちIC - 湯沢IC、大堤交差点 - 婦気交差点[5]
- NEXCO東日本 東北支社
  - 秋田管理事務所 : 湯沢IC - 横手IC[8][5]

## 車線・最高速度・料金
| 区間                  | 車線 上下線=上り線+下り線 | 最高速度 | 料金 |
| --------------------- | ------------------------- | -------- | ---- |
| 雄勝こまちIC - 湯沢IC | 2=1+1                     | 70 km/h  | 無料 |
| 湯沢IC - 横手IC       | 2=1+1                     | 70 km/h  | 有料 |